# Erik Hanses
Erik Hanses, född 1 juni 1990 i Leksand i Kopparbergs län, är en svensk ishockeyspelare (målvakt) som spelar i EHC Lustenau i Österrike. Säsongerna 2013–2016 spelade Erik Hanses för Skellefteå AIK. Två veckor före säsongsstarten 2016 fick han emellertid lämna Skellefteå AIK men spelade fyra säsonger i Modo Hockey. Hans moderklubb är Leksands IF där han spelade till 2013. Säsongen 2009/2010 tog han SM-guld med Leksands J20-lag. Erik Hanses innehar klubbrekordet för antal hållna nollor (9) under en säsong. Säsongen 2013/2014 spelade han också för Almtuna IS.